# Герб лена Сконе
Герб лена  (швед. Skånes läns vapen) — герб современного административно-территориального образования лена Сконе, Швеция.

## История
Герб ландскапа Сконе известен с 1660 года. Лен Сконе образован 1 января 1997 года из ленов Мальмёхус и Кристианстад.

## Описание (блазон)
В червлёном поле оторванная золотая коронованная голова грифона.

## Содержание
Герб лена разработан на основе герба исторической провинции (ландскапа) Сконе.
Органами власти может использоваться вариант герба лена, увенчанный королевской короной.

Герб исторической провинции Сконе
Герб лена Мальмёхус
Герб лена Кристианстад